# Острів Ета

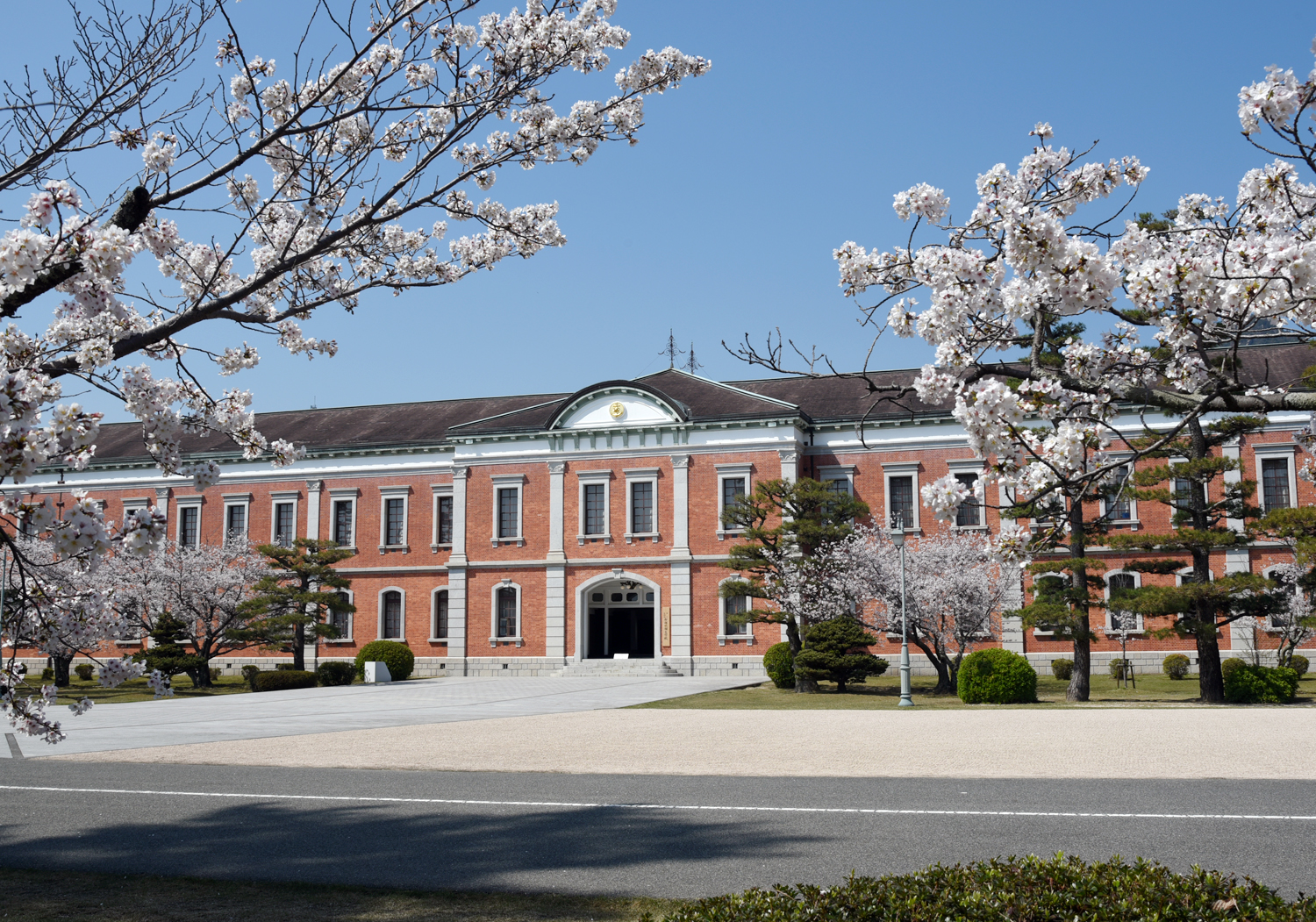
Будинок колишньої Військової академії.

О́стрів Е́та або Етадзі́ма (яп. 江田島, えたじま, МФА: [etad͡ʑima]) — острів у Хіросіміській затоці Внутрішнього Японського моря. Розташований на заході префектури Хіросіма, Японія. Складова островів Ґеййо. Адміністративно належить місту Етадзіма. Площа становить близько 30 км². Рельєф гористий, рівнин мало. Основна гірська порода — граніт. Найвища точка — гора Фурутака (376 м). На сході межує з містом Куре через затоку Куре, на півночі — з містом Хіросіма через острів Ніносіма. На південному заході сполучається з островом Номі через перешийок Хітоносе. Поселення зосереджені на береговій лінії й розкидані по всьому острову. Частина гірських схилів перероблені під терасні заливні поля та городи. Протягом 1888—1945 року було місцем розташування Військової академії Імперського флоту Японії.